# Fertőrákos
Fertőrákos là một thị trấn thuộc hạt Győr-Moson-Sopron, Hungary. Thị trấn này có diện tích 21,9 km², dân số năm 2010 là 2140 người, mật độ 98 người/km².